# Lanterne (architecture)
Pour les articles homonymes, voir Lanterne.

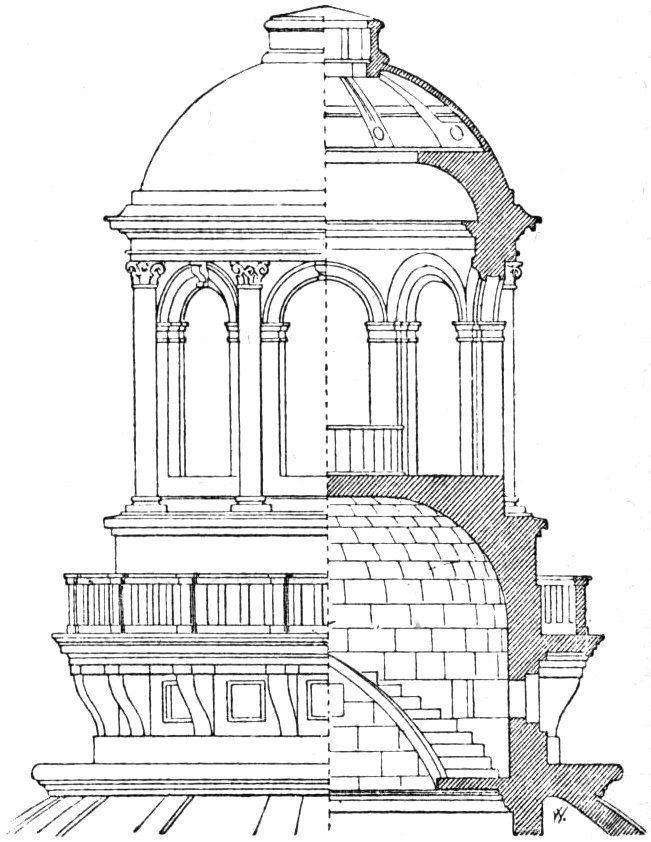
Élévation et coupe de la lanterne du Panthéon de Paris.

Une lanterne est une construction polygonale, à claire-voie, qui, parce que trouée au plancher ou dépourvue de plancher, et située au sommet de l'édifice, lui sert de puits de lumière. On parle dans le cas d'une petite lanterne de « lanternon » ou de « lanterneau ». Le lanternon est une structure de plan carré ou rectangulaire, percée de fenêtres, de forme plutôt élancée, tandis que le lanterneau est d'une forme basse formant la partie supérieure d'un comble et qui assure l'éclairage ou l'aération.
Une tour-lanterne est une tour ajourée et percée de fenêtres, surmontée d'une coupole, d'un toit ou d'une flèche en charpente ou en pierre, qui s'élève à la croisée du transept d'une église.
Dans l'architecture religieuse musulmane, une lanterne ou un lanternon est un édicule qui forme souvent la partie terminale d'un minaret,.
Pendant la Renaissance française, les lanternes ont couronné des escaliers (exemple : château de Chambord) ou couronné des massifs d'arc-boutant[réf. nécessaire].
Les lanternes font également référence à l'élément à l'angle ou au sommet de certains immeubles de type haussmannien.

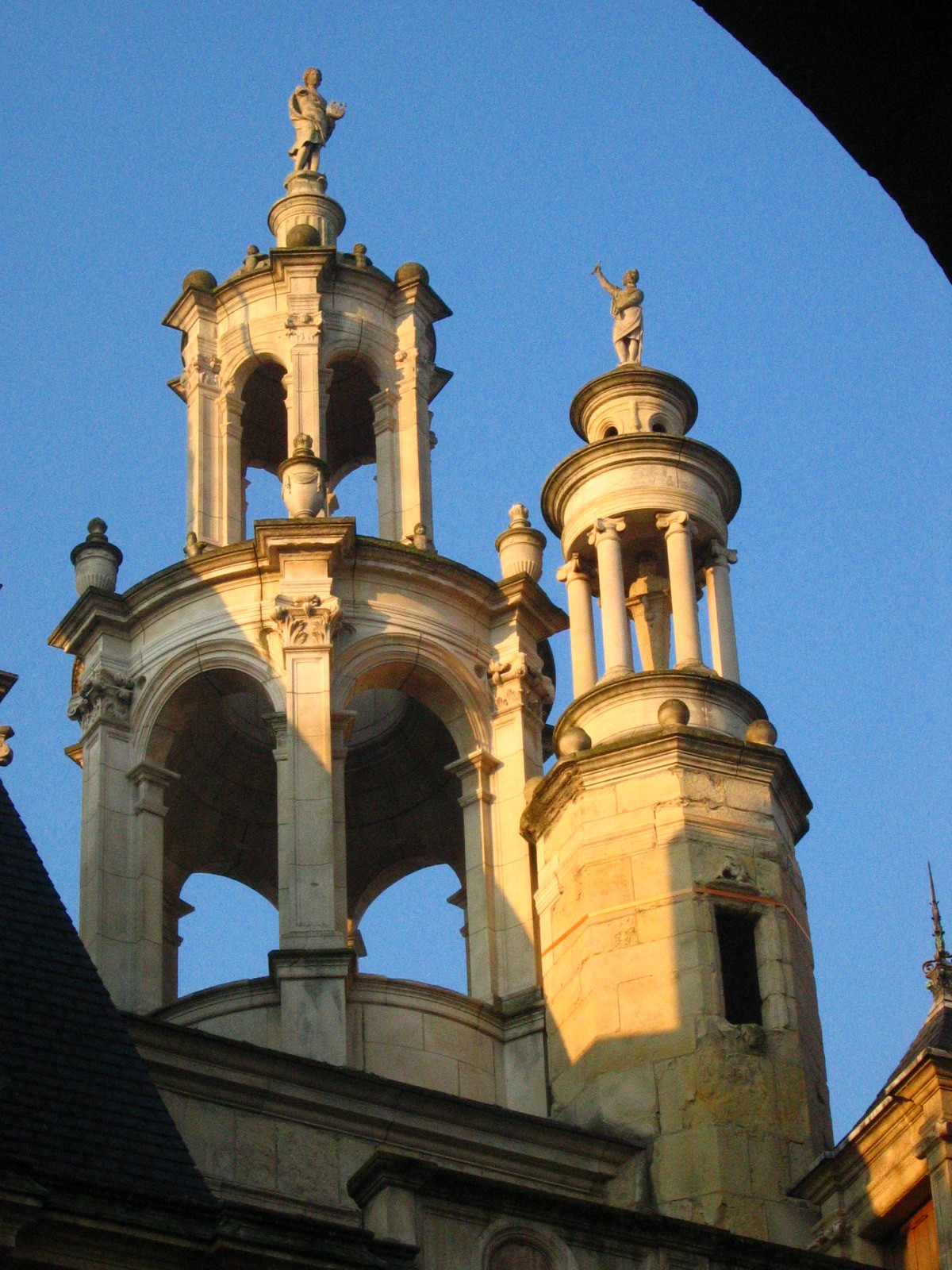
Exemple de lanterneaux sur l'hôtel d'Escoville à Caen (XVIe siècle).
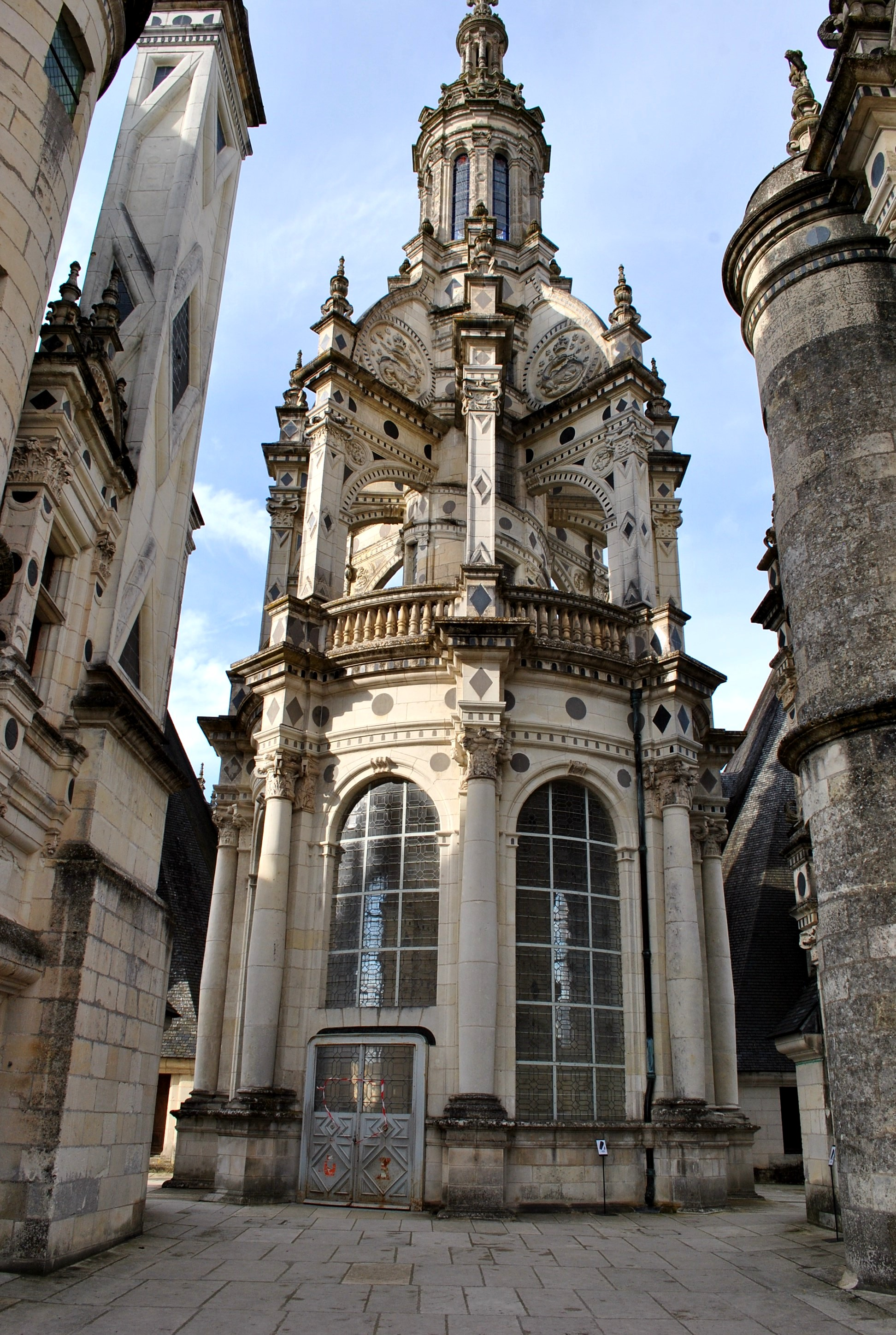
Lanterneau de l'escalier du château de Chambord.
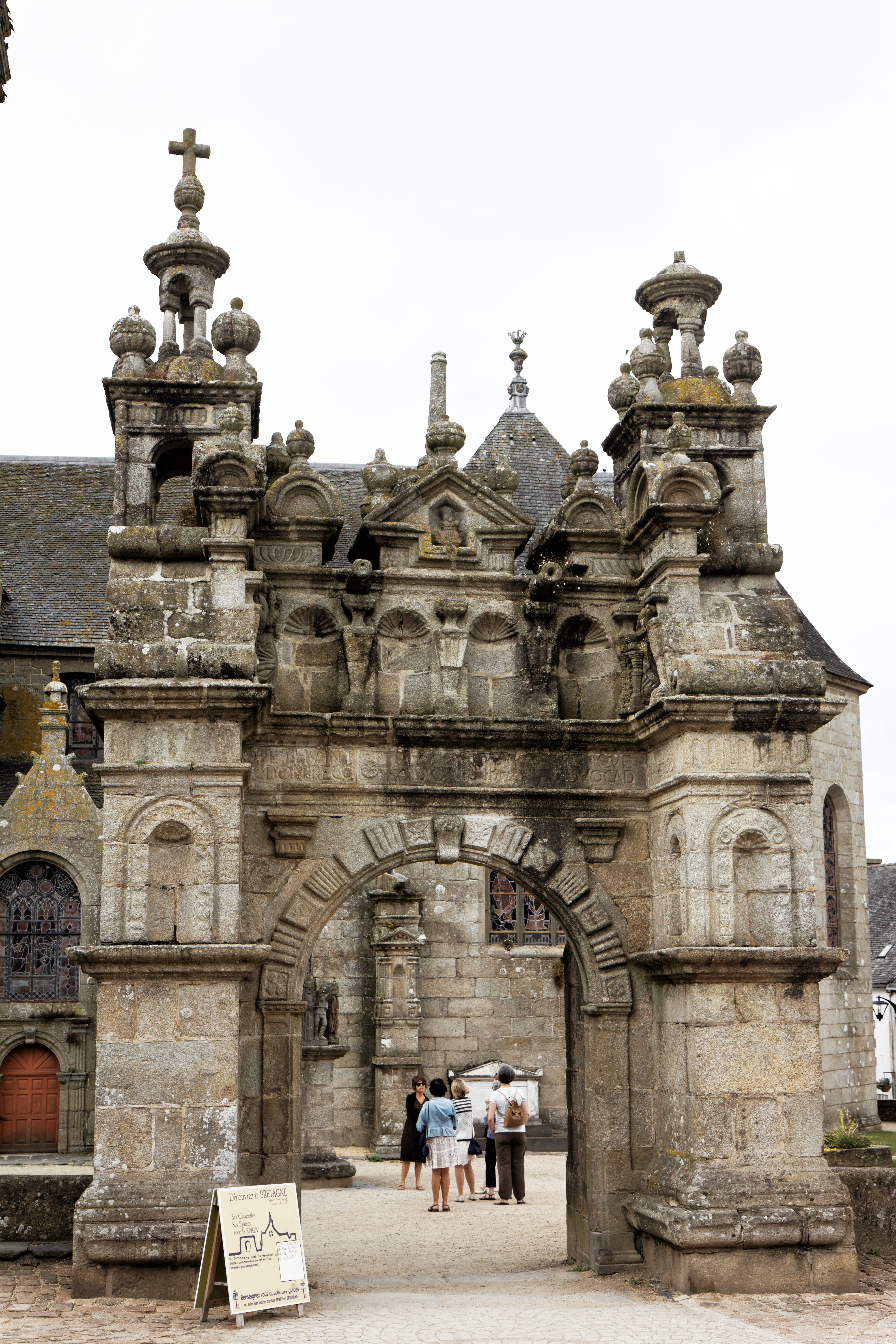
Porte triomphale de l'enclos paroissial de Saint-Thégonnec, surmontée de lanternes cubiques couronnées de lanternons.
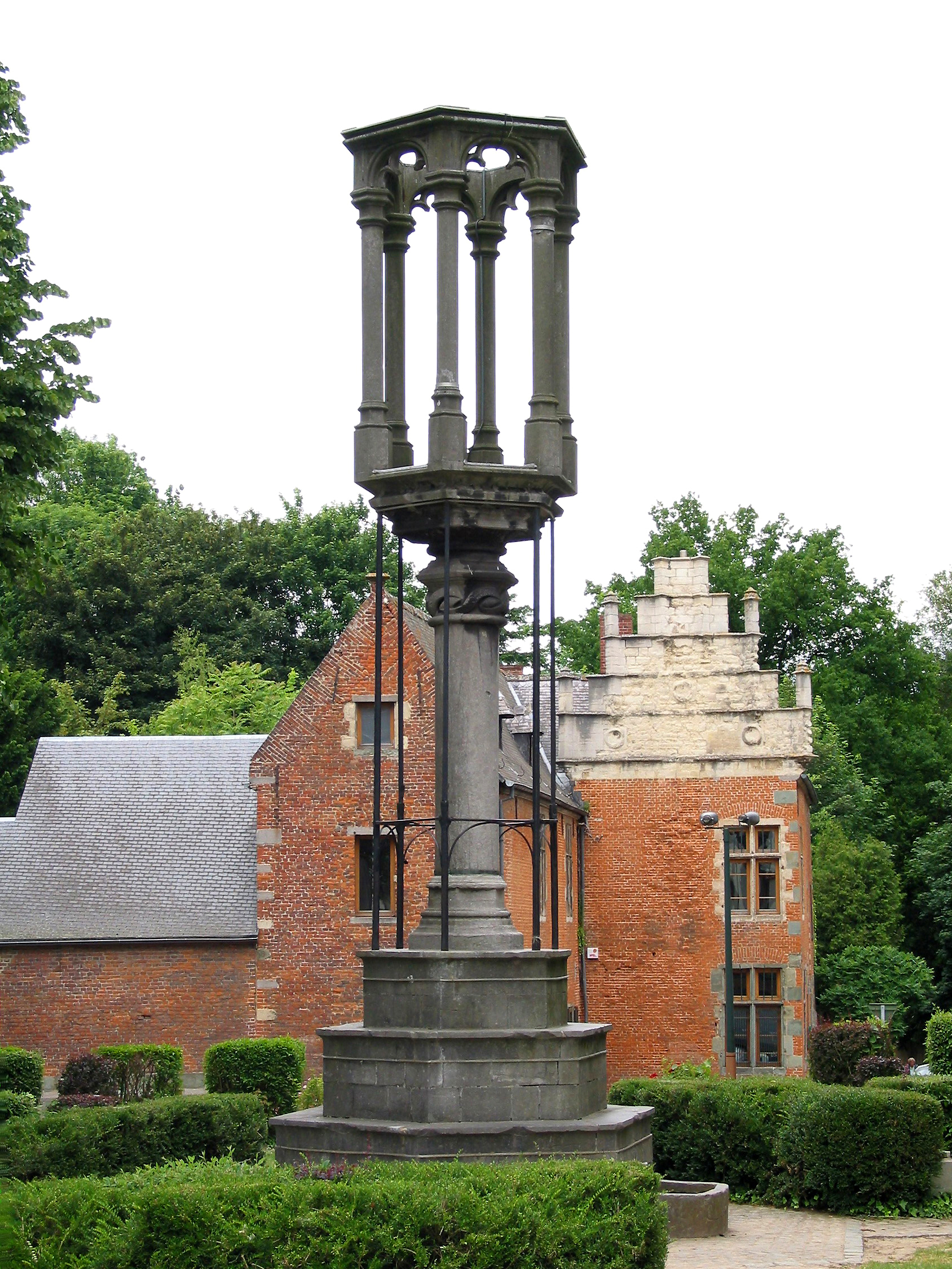
Le pilori de Braine-le-Château et sa lanterne.